# ロータス・エヴァイヤ
エヴァイヤ（タイプ130、Evija ）は、イギリスのロータス・カーズが開発した電気自動車のハイパーカーである。

## 概要
2019年5月発表。ロータスが初めて手がける電気自動車で、同社が2017年に中国の吉利汽車傘下に入って以来初となる新車種。また、イギリス車史上初の電動ハイパーカーでもある。タイプナンバーは130。
ロータスがこの時期にEVハイパーカーを発表した理由について、ロータス・カーズのエグゼクティブディレクターを務めるジェフ・ダーウィンは「前々からこうしたハイパーカーを作ろうという計画はあった。今回は親会社である吉利汽車の力が大きかった」とコメントしている。
2022年10月には、エマーソン・フィッティパルディとチーム・ロータスが、F1でドライバー＆コンストラクターのチャンピオンシップを獲得してから50周年になることを記念し、限定8台でエヴァイヤ フィッティパルディを発売。ロータスのF1マシン、タイプ72と同じブラックボディにゴールドの装飾を加えた他、リサイクルされたタイプ72のアルミから作られたロータリーダイヤルを採用。ダッシュボードには、フィッティパルディのサインが書かれている。
「エヴァイヤ」とはキリスト教における原初の女性「イヴ（Eve）」を由来とし、「最初の存在」「命あるもの」という意味を込めて命名された。

## メカニズム

### パワートレイン
1基あたり500 psを発生する電気モーターを4輪に組み込み、合計で最高出力2,000 ps、最大トルク173. 4kgf·mを発生。最高出力が2,000 psに達するモデルは量産車史上初となる。
電力を供給するリチウムイオンバッテリーは蓄電容量2000 kW・70 kWhの大容量バッテリーをミッドシップに搭載する。製造はロータスとジョイントベンチャーを組むWAE（Williams Advanced Engineering）が担当しており、充電は出力350 kWの急速充電器を使用することで、およそ18分で完了する。最大航続距離はWLTP複合サイクルで250マイル（約400 km）。
走行モードは「レンジ」「シティ」「ツアー」「スポーツ」「トラック」の5種類が用意される。「レンジ」では、モーターは最高出力1000 ps・最大トルク81.6 kgf·mに制限され、駆動方式も後輪駆動に切り替えることで、バッテリー消費を抑制し航続距離の延長を図っている。「ツアー」では、最高出力1400 psオーバーを発生し、四輪駆動と二輪駆動を自動的に切り替えるトルクベクタリングを用いる。「スポーツ」では、最高出力1700 ps・最大トルク173.4 kgf·mを発生し、スタビリティコントロールシステムと連携してトラクションを高める。「トラック」では、最大の出力となる2000 psを発揮。シャシの設定も自動的にサーキット仕様に切り替わり、DRSも自動で動作する。

### シャシ
シャシはモータースポーツ由来の、ワンピース構造のカーボンファイバー製モノコックを採用。フロント及びリアのサブフレームの合計重量は129kg。車両重量もEVハイパーカーとしては世界最軽量の1,680kgを実現している。

### エクステリア

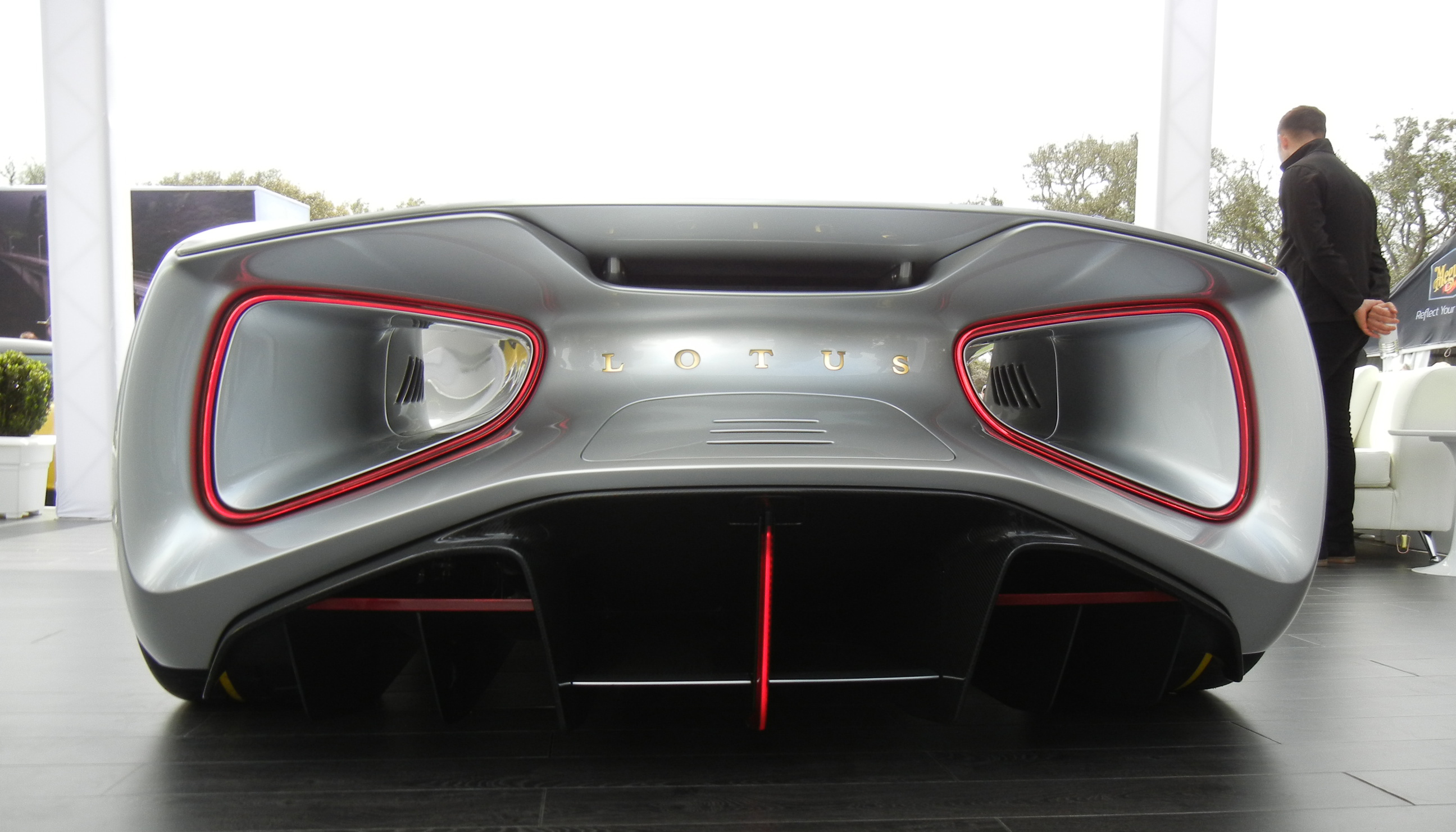
テールエンド

フルカーボンファイバー製のエクステリアは、「ポロシティ（多孔性）」と呼ばれるデザインコンセプトを採用することでエアフローを最大限に活用し、ドラッグ（空気抵抗）の低減を図っている。ボディサイドのリアクォーター部に設けられたベンチュリートンネルもそのひとつで、ル・マン24時間レースのマシンにヒントを得たという。ドアミラーもドラッグ低減のため省略され、フロントフェンダーに組み込まれた電動式カメラがロック解除とともにせり出す仕組みとなっている。
こうしたエアロダイナミクス技術は、 アメリカ空軍の超音速機「SR-71 ブラックバード」にインスピレーションを得たものとされている。
フロントにはバイプレーン（複葉）のスプリッターを装着し、中央部分からバッテリーパック及びフロントアクスルを冷却するための空気を取り入れる。フロント中央のセクション及びサイドウィングには、ロータスが過去に開発したフォーミュラ1カー「72」へのオマージュが込められている。ヘッドライトは、量産車としては世界で初めてハイビームとロービームの双方にレーザーを採用している。ライト形状は薄く縦長となり、後に発表されたエミーラも同様のデザインとなっている。
リアにはアクティブエアロパーツを装備。リアスポイラーは車両の全高いっぱいまでせり上がる。フォーミュラ1スタイルのドラッグリダクションシステム（DRS）も搭載しており、トラックモードでは自動的に動作する（他のモードではスイッチ操作で動作させることが可能）。テールエンドは左右のベンチュリートンネルの開口部がLEDで縁取られており、リボン状のテールランプを形成している。夜間になるとジェット戦闘機のアフターバーナーのような視覚効果を発揮するという。

### インテリア

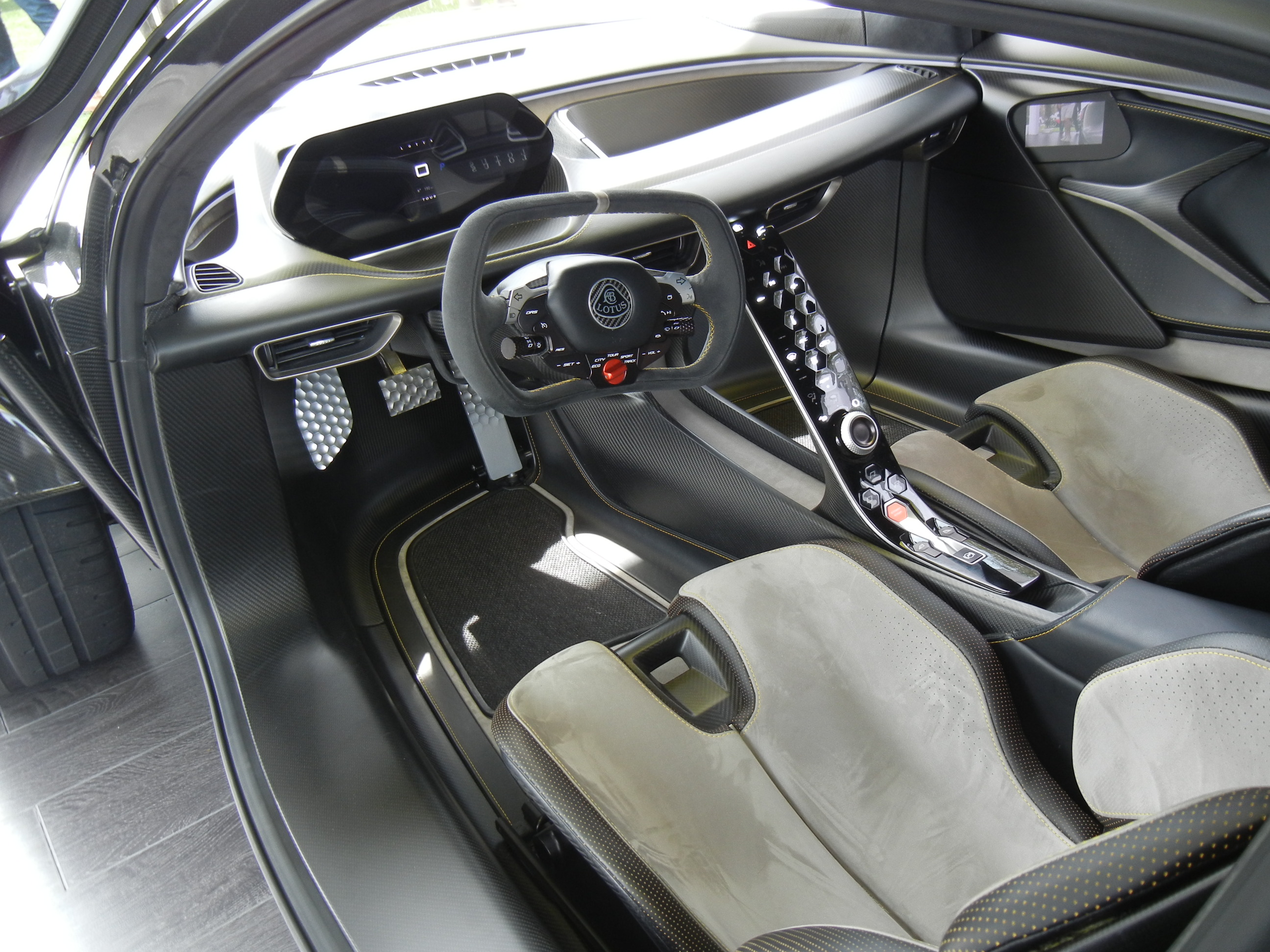
インテリア

インテリアもエクステリア同様にポロシティコンセプトを取り入れており、「フローティングウイング」と呼ばれる独特な形状のダッシュボードが特徴である。1950年代末から1960年代初頭にかけてロータスが試作したレーシングカーに着想を得たものとされている。センターコンソールには各種スイッチ類がまとめて配置されており、「ロータスのコンポーネントは何一つ安易なものであってはならない」というロータス創業者のコーリン・チャップマンの思想を反映したものだという。
ドアはディヘドラルドアを採用。ドアハンドルを廃し、リモコンキーで開閉する構造となっている。車内に乗り込むとルーフコンソールに組み込まれたスイッチが作動してドアが閉まるシステムである。ルーフコンソールは1970年代末から1980年代初頭のエスプリターボで採用されており、ここにも過去のロータスのモデルに対するオマージュが込められているという。
ステアリングホイールはル・マン・プロトタイプ（LMP）やフォーミュラ1カーと同様の楕円形で、下側中央には走行モードの選択スイッチを配置。その奥にはデジタルディスプレイが設けられ、メーター等の情報パネルとして機能する。

### パフォーマンス
0 - 100 km/h加速は3秒以下、0 - 300 km/h加速は9秒以下、最高速は320 km/hというパフォーマンスを発揮する。中・高速域での加速力についても、100 - 200 km/h加速が3秒以下、200 - 300 km/h加速が4秒以下という数値を叩き出している。

## 製造と販売
ロータスの拠点であるイギリス・ノーフォークのヘセルに新設される専用の製造工場で、コードネームに因んで130台が限定生産される。当初は2020年度末までに発売することを予定していたが、新型コロナウイルスの影響による延期が続き、納車は2024年12月までずれ込んだ。価格は240万ポンド（約4億6000万円）。